# Krepis

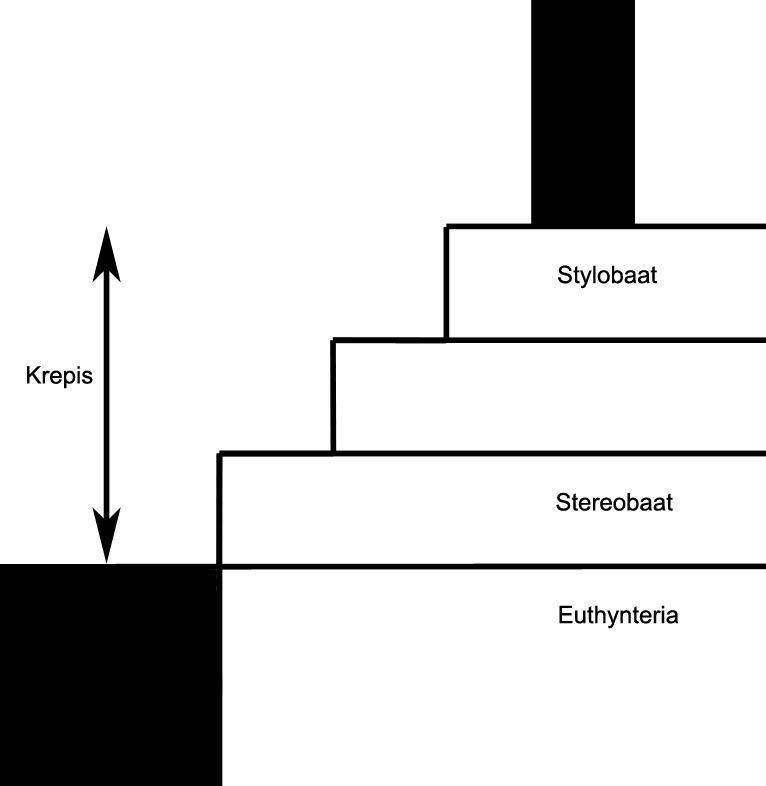
Schema van de opbouw van de fundering van een Griekse tempel

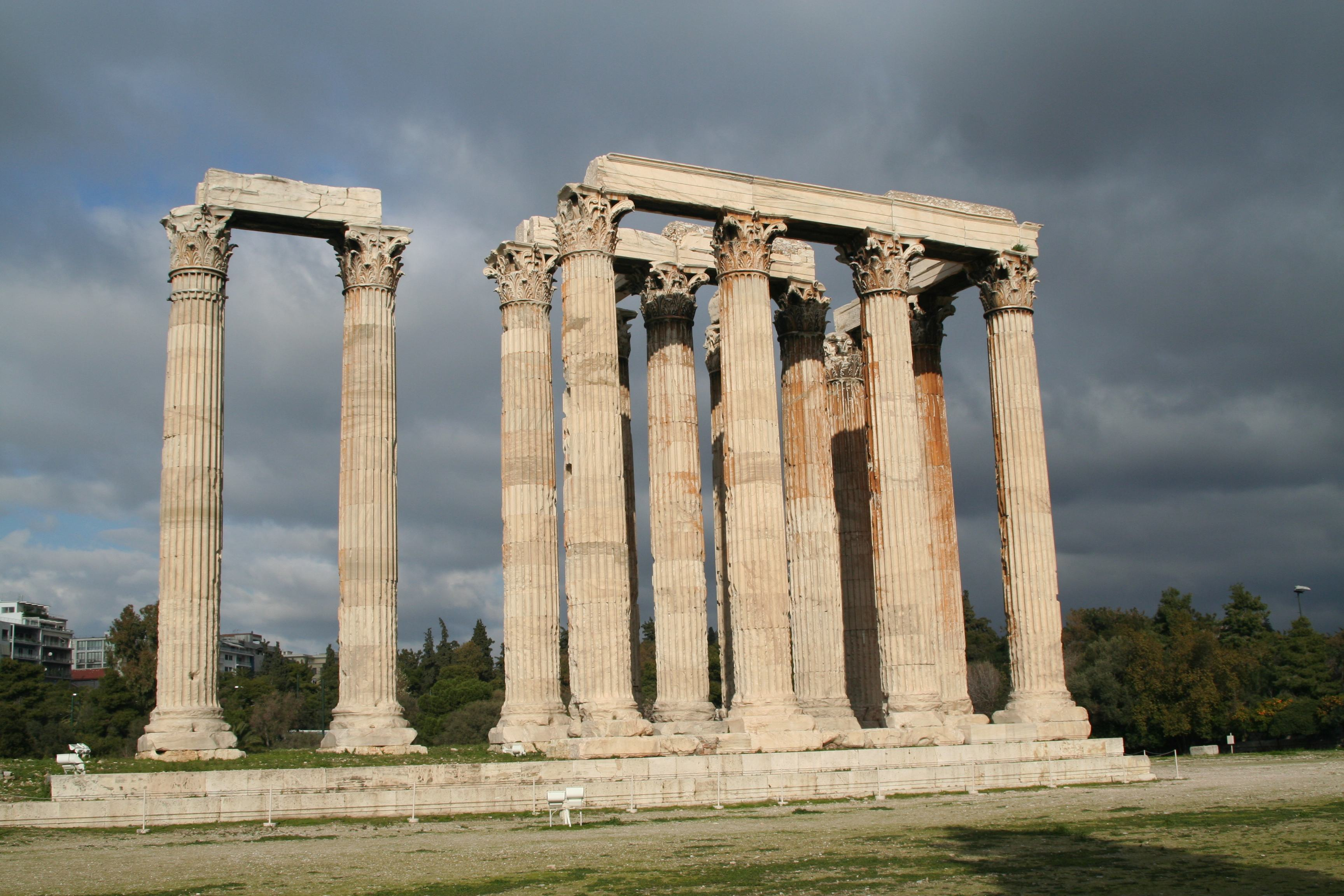
Ruïne van de Tempel van Zeus in Athene met 3 traptreden, de bovenste is de stylobaat

Een krepis, ook wel crepidoma of krepidoma genoemd, is het fundament en de trapvormige onderbouw van een Griekse tempel. De bovenste trede heet de stylobaat, de onderste trede heet stereobaat.